# Alchemilla retropilosa
Alchemilla retropilosa är en rosväxtart som beskrevs av Sergei Vasilievich Juzepczuk. Alchemilla retropilosa ingår i släktet daggkåpor, och familjen rosväxter. Inga underarter finns listade i Catalogue of Life.